# Parti de la Papouasie-Nouvelle-Guinée
Le Parti de la Papouasie-Nouvelle-Guinée (PPNG) est un parti politique papou-néo-guinéen.

## Histoire
Le PPNG est né après les élections législatives de 2002 d'une scission dans le Mouvement démocrate populaire, lui-même né d'une scission en 1985 dans le Pangu Pati, le plus vieux parti du pays. Emmené par l'ancien Premier ministre Sir Mekere Morauta, il siège sur les bancs de l'opposition parlementaire durant la législature 2002-2007, face au gouvernement de Sir Michael Somare. Avec sept sièges, il est le principal parti d'opposition à la suite des élections de 2007. En 2011, il prend part au gouvernement de coalition du nouveau Premier ministre Peter O'Neill, et le chef du PPNG, Belden Namah, devient vice-Premier ministre. À l'issue des élections de 2012, il est le principal parti d'opposition.
Ayant obtenu cinq sièges aux élections législatives de 2017, le parti subit des défections jusqu'à n'avoir plus qu'un seul député, Belden Namah, qui devient néanmoins en 2019 chef de la coalition des partis d'opposition,.

## Résultats électoraux
| Année | Sièges  | Gouvernement |
| ----- | ------- | ------------ |
| 2007  | 7 / 109 | Opposition   |
| 2012  | 8 / 111 | Opposition   |
| 2017  | 5 / 111 | Opposition   |